# エンパナーダ

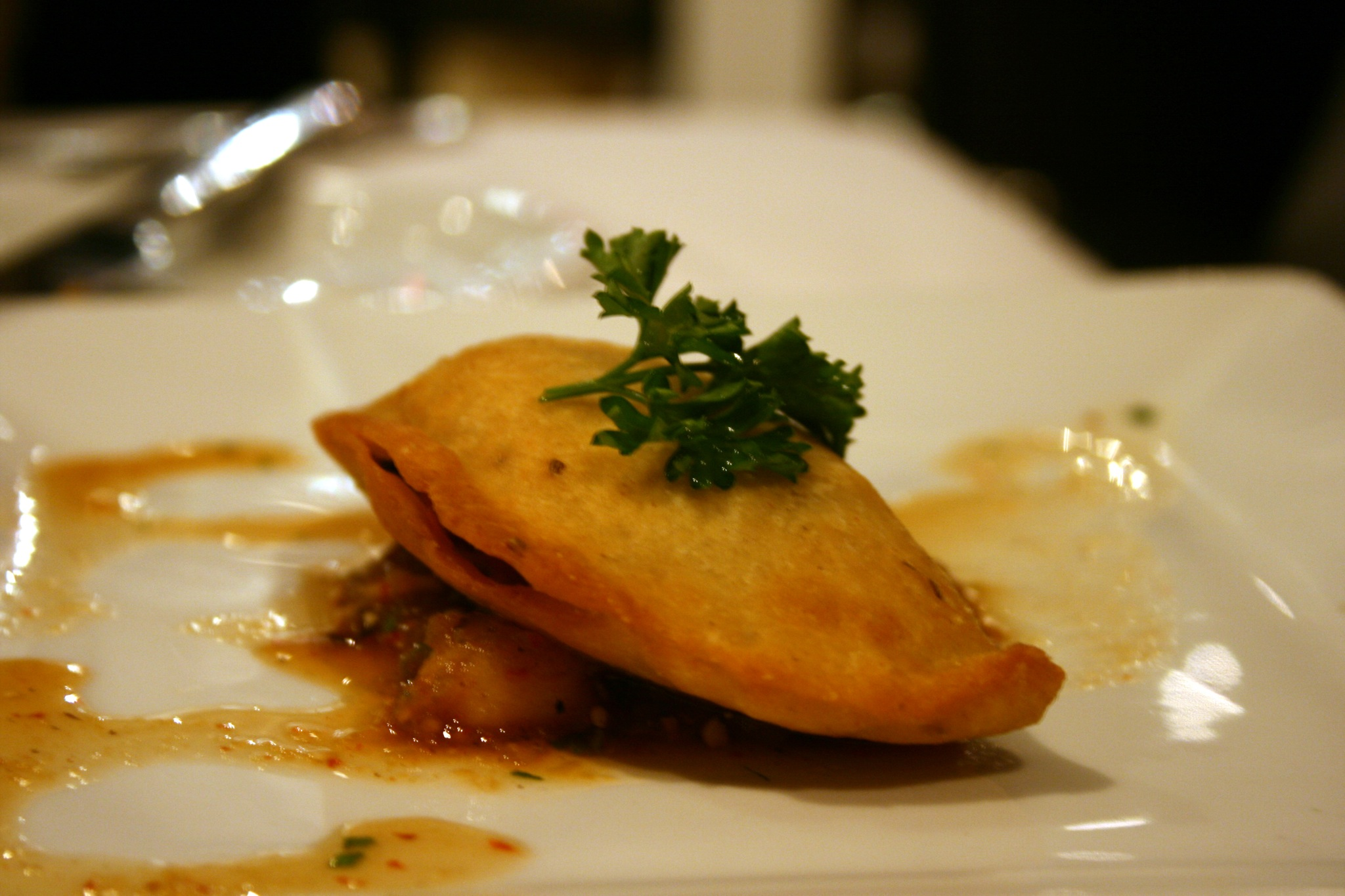
メインディッシュの伝統料理

エンパナーダ（西: empanada）とは、具入りのパンまたはペイストリーである。この名前は、パンで覆うまたは包むという意味のスペイン語およびポルトガル語の動詞「empanar」から派生した。エンパナーダは、生地またはパン生地を折りたたんで具を包んで作る。

## 概要
スペインでは、エンパナーダは通常大きく丸い形で、食べるとき小さく切り分けるが、ガリシアではそれに加えて一口大から、日本の菓子パン大までの大きさのものがあり、それらはエンパナディージャ（小さなエンパナーダ）と呼ばれる。また、ポルトガルおよび南アメリカのエンパナーダは通常小さく半円形である（この種類のエンパナーダは、スペインのカディス県でも一般的である）。エンパナーダは、各国で独自の名で知られている。（各国の節を参照）
エンパナーダは、ウマイヤ朝のイベリア半島支配時代にスペインとポルトガルに普及した塩味のペイストリー「muaajanat」が起源との説がある。特に半円形の「sanbusak」は、インドの揚げ料理サモサの原型でもある。アラブ諸国では「muaajanat bi sabaniq maa lahm」（ホウレンソウと肉のペイストリーの意味）が普及している。スペインでは''empanada gallega（ガリシア風エンパナーダ）またはエンパナーダと呼ばれ、ポルトガルではエンパナーダとのみ呼ばれる。
アメリカ合衆国のエンパナーダは、大きなパイと同様に切り分けて調理される、労働者向けの手軽で栄養のある食事であり、スペインのガリシア州、ポルトガルが起源と推測される。ガリシア州およびポルトガルのエンパナーダのフィリングには通常、ツナ、イワシ、チョリソが含まれるが、替わりにタラや豚ロースを使うこともある。肉や魚は通常、トマト、ニンニク、タマネギのソースで味付けされてパンやペイストリーで包む。ラテンアメリカへの多数のガリシア人移民により、empanada gallegaはそれぞれの地域で人気となった。この料理は、入植者により南アメリカに伝わり、現在も定着し人気である。南アメリカのエンパナーダは、後述のように様々な種類がある。

## 各国のエンパナーダ

### アルゼンチン

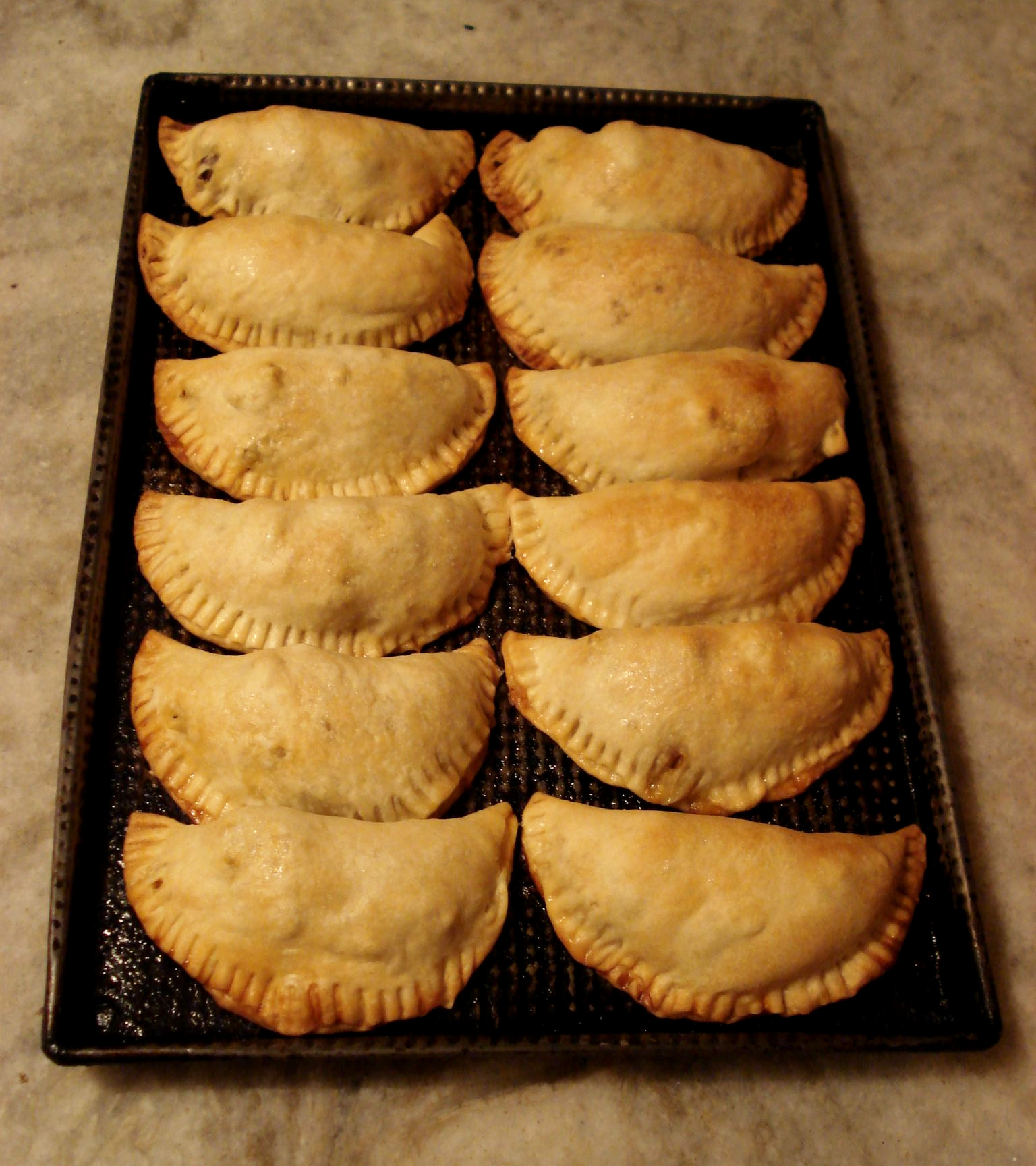
アルゼンチンのエンパナーダ

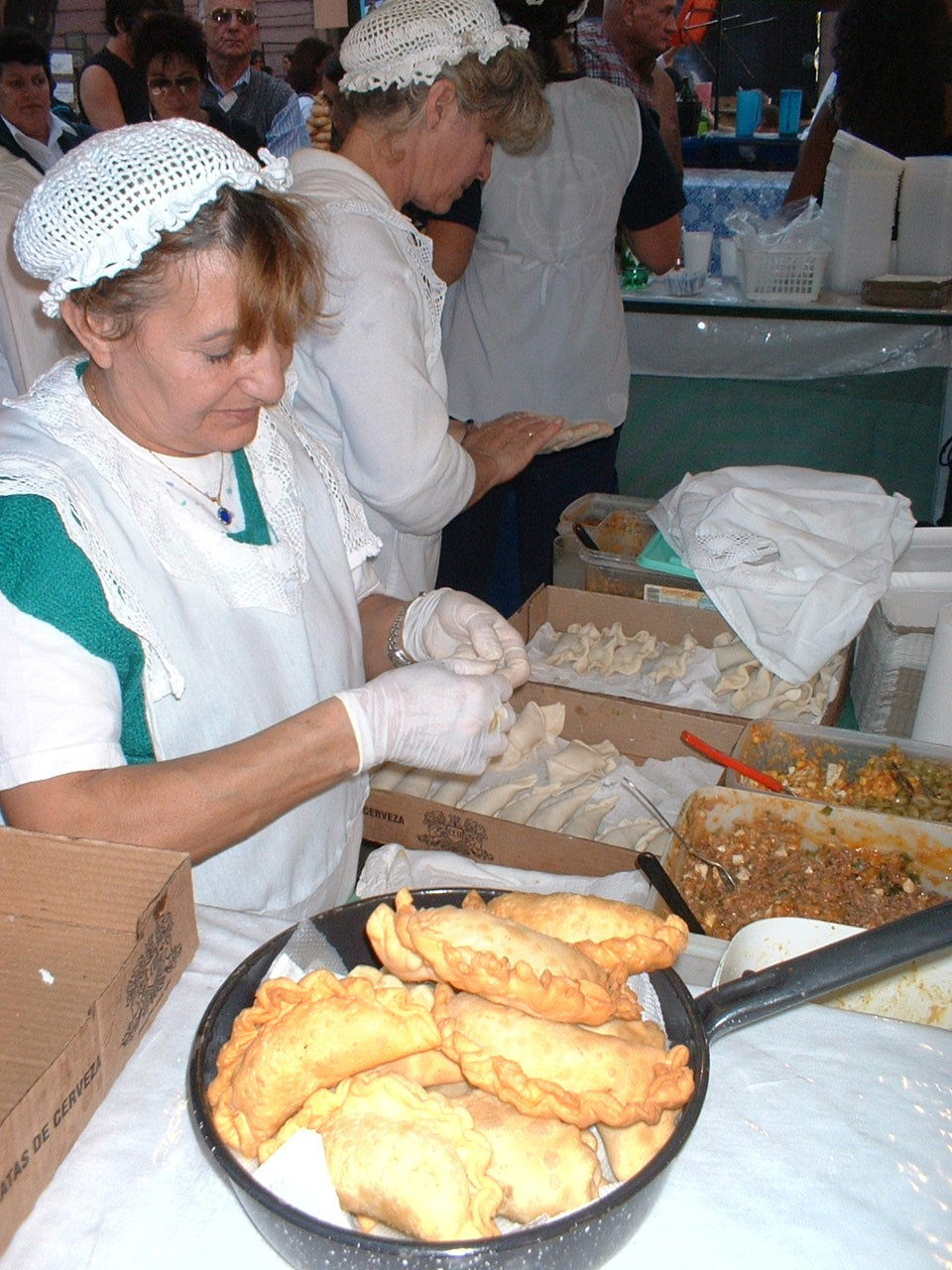
エンパナーダを作るアルゼンチンの女性

アルゼンチンのエンパナーダはパーティーの前菜やコース料理として、または祝祭で供される。専門店では、様々な風味とフィリングの、できたてのエンパナーダを販売している。
生地は通常、小麦粉とラードでありフィリングは地域ごとに異なる。ある地域では、主に鶏肉を、他の地域では牛肉（地域により角切り、または挽き肉）を主に使い、通常クミンとパプリカで香味付けされるが、タマネギ、ゆで卵、オリーブ、または レーズンも使われる。エンパナーダは（レストランおよび都市部で一般的に）焼き料理、または（田舎または祝祭で一般的に）揚げ料理である。具には、ハム、魚、ウミータ (Humita) （スイートコーンのホワイトソース）、ホウレンソウもあり、デザートのエンパナーダではフィリングは果物である。内陸地域のエンパナーダはトウガラシで香味付けする。
数種類が供されるレストランでは、ペイストリーの折りたたみにrepulgueと呼ぶパターンが加えられる。折りたたみ方で、フィリングを区別する。

#### トゥクマン州
トゥクマン州では、ファマイリャ（ファマイジャ）市で全国エンパナーダ・フェスティバルが開催される。
- 種類は、牛肉、モンドンゴ（牛内臓）、鶏肉のみで、後者2種類が最も正式である。
- 土釜でのトレイまたはガスオーブンでの調理が望ましい。
- トゥクマン州エンパナーダは栄養豊富で、フィリングの肉は3ミリにミンチされ、下調理をして肉汁を吸収するよう冷ます。最後に焼いて調理完了である。
- 肉に、更にネギ、ピメントと酢が加えられる。トゥクマン州では、ジャガイモ、マメ、およびオリーブが使われることは殆どない。
- 生地は穀粉、水、ラードのみで作られる。

トゥクマン州の伝統的な祝祭の食事には、エンパナーダ、locro tucumano、肉入りタマレがあり、アマイチャ産またはColalao産のワインを飲む。蜂蜜やビターオレンジのシロップをかけたタフィ産のチーズがデザートとして供される。

#### サルタ州
サルタ州のエンパナーダ、「Empanadas salteñas」は、ジャガイモ、牛肉、ヤギ肉、および様々な赤トウガラシを使うことが特徴である。

#### 他の州
- フフイ州- empanadas jujeñasは、サルタ州と非常に似ているが、マメ、赤トウガラシ、およびヤギ肉が好まれる。
- サンティアゴ・デル・エステロ州では、通常マメ、白タマネギ、および固ゆで卵が使われる。
- コルドバ州 - empanadas cordobesasは、レーズン、ジャガイモ、および砂糖の使用が特徴である。
- カタマルカ州とラ・リオハ州 - Empanadas catamarqueñas / riojanasは、ニンニク、ジャガイモ、ヤギ肉、タマネギ、およびオリーブをフィリングに用いる。
- クージョ地区（メンドーサ州、ラ・リオハ州、サンルイス州、サンフアン州） - これらの地区のエンパナーダは、チリのエンパナーダと類似しており、多くのタマネギと、ネギを使用する。
- エントレ・リオス州 - ここのエンパナーダは、牛乳につけたコメを詰める。
- コリエンテス州、ミシオネス州、フォルモサ州 - エンパナーダのペイストリーはキャッサバを使用し、牛肉のフィリングが主であり、魚は殆ど使われない。
- ブエノスアイレス州およびブエノスアイレス - 好まれるエンパナーダはトゥクマン州と非常に類似しているが、より多くの種類のフィリングがある。
- ラ・パンパ州 - ここのエンパナーダは、ブエノスアイレス、コルドバ、メンドーサ、およびパタゴニア各地域の様々な影響の交差点であること反映している。このため、最も一般的なのエンパナーダのフィリングには、赤トウガラシ、ニンジン、固ゆで卵、干しぶどうが使われる。
- パタゴニア地域（ネウケン州、リオ・ネグロ州、チュブ州、サンタクルス州およびティエラ・デル・フエゴ、南大西洋の諸島）で最も一般的なフィリングは、ラムであるが、海岸地域では魚と、特にシーフードが一般的である。ネウケン州での通常の調味料はメルケン (Merken) （薫製したカイエンペッパー粉を主とする調味料）である。

四旬節と復活祭の間は、魚（通常サメまたはツナ）を用いる「empanadas de cuaresma」が一般的である。

### ボリビア
ボリビアのエンパナーダは、牛肉または鶏肉で作り、通常ジャガイモ、マメ、およびニンジンが含まれ、固ゆで卵、オリーブ、またはレーズンも使われる。ボリビアではサルテーニャと呼ばれ、通常ペイストリーの上部分を綴じ合わせた三日月型の生地の袋の形である。サルテーニャは、肉汁が多く、通常チリのエンパナーダより甘いが、（甘さでなく）香辛料のレベルが異なる。午後には揚げたチーズ・エンパナーダが、ときどき砂糖のアイシング付きで、供される。

### ブラジル

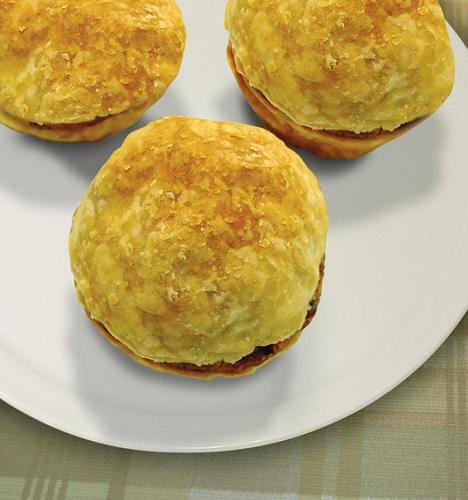
ブラジルの「エンパーダ」または「エンパディーニャ」

ブラジルでは、エンパーダ（empadas）またはエンパディーニャ（empadinhas）はファストフードでの一般的な持ち帰り昼食用の食べ物である。様々な種類の異なるフィリングおよび組合わせがあり、最も通常のものは鶏肉、ハート・オブ・パーム（パームハート、ヤシの新芽）、チーズ、小エビ、および牛肉である。
エンパディーニャのフィリングには、しばしばオリーブまたは切ったオリーブが混ぜられる。これは重要なものと考えられ、「エンパディーニャのオリーブ」という表現は、重要な、望ましい、または有益なものを表す。
チーズ・エンパディーニャは、通常綴じておらず、ポルトガルのパステル・デ・ベレンと似ている。
名前は類似しているが、ブラジルのエンパティーニャはエンパナーダと非常に異なっており、別個の由来があると推測される。ポルトガル語の、tarteと似たempadãoから派生したと推測される。
（アルゼンチンまたはチリの）エンパナーダもまた、ブラジルの数少ないレストランで扱っているが、エンパディーニャではなく、全く異なる料理と考えられている。
エンパディーニャの生地は、穀粉とバター（またはマーガリン）が基本であり、エンパナーダを作る生地よりもフランスの（tartesで使われる）パート・ブリゼ（pâte brisée）に似ている。エンパディーニャは、直径約5センチの小さな金属の丸い型で焼かれる。皮は、通常堅いエンパナーダと異なり、押すと砕ける。
上記のように、エンパディーニャは通常鶏肉のフィリングであるが、牛肉、ハート・オブ・パーム、小エビ、チーズ（ゴルゴンゾーラ、ミネイロ、ミックスチーズ等）、干しトマト、タラ等も使われる。ブラジルでは様々な種類があり、パン屋、軽食堂、ガソリンスタンドで通常販売されている。ファストフード系列店で、独自のエンパディーニャ（おばあちゃんのエンパダリア Empadaria da Vovó、エンパーダのランチョ Rancho da Empada等）がほとんどの主要都市で販売されることもある。
通常チーズ入り「エンパディーニャ」は閉じないが、他の場所では閉じるものもある。

### チリ
チリのエンパナーダは、幅広いフィリングを持つが、基本は2種類で、1つは通常pino（ミンスミートに類似）を詰めて焼いたもの、もう1つはチーズを詰めて揚げたものである。エンパナーダのフィリングにはチーズや様々なシーフード、例えば、イガイ、カニ、ロコガイ（アワビ）がある。最も一般的なエンパナーダのフィリングはpinoで、伝統的に牛肉、タマネギ、ショートニング、レーズン、黒オリーブ、固ゆで卵、およびトウガラシから成る。Pinoはマプチェ族のレシピで、マプチェ語ではPinuであり、フィリングはチリ由来とスペイン伝承の組合わせである。

### コロンビア

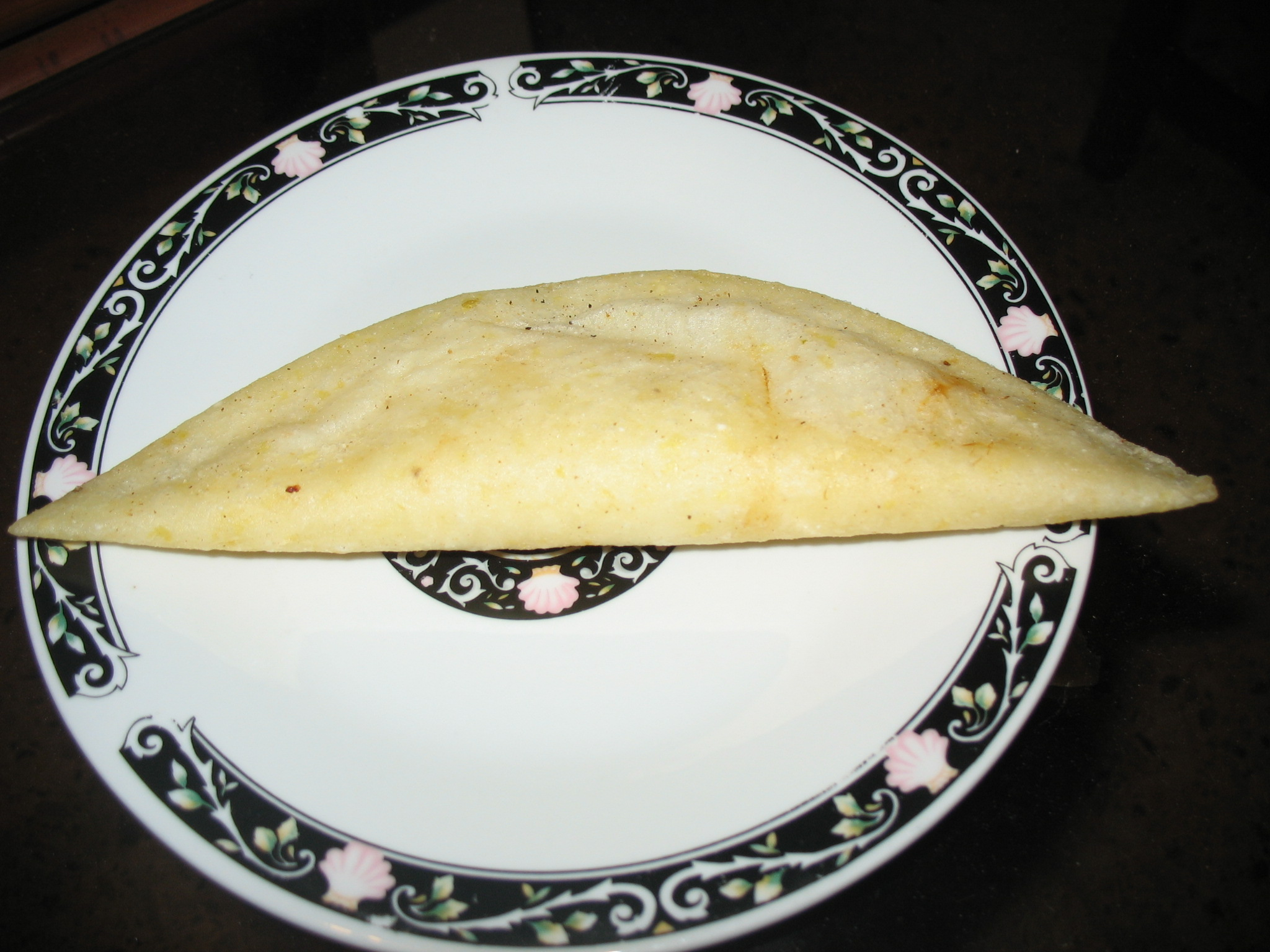
エンパナーダ・コステーニャ

コロンビアのエンパナーダは、焼きと揚げの両方がある。フィリングに使われる材料は地域により様々であるが、一般に塩、コメ、牛肉または牛挽き肉、細切り鶏肉、茹でたジャガイモ、チーズ、固ゆで卵、およびマメが材料に含まれる。バジェデルカウカ県では、挽き肉、黄ジャガイモまたはクレオールジャガイモを詰める。マメ、トマト、コリアンダーおよび多くの香辛料も含まれる。 メデリンでは、豚肉とチョリソの肉が好まれるため、チョリソがフィリングのエンパナーダが容易に見つかる。レティシア等のコロンビアのアマゾン地域では、熱帯産果実の需要も供給も多いため、甘いエンパナーダが見られる。このようなエンパナーダの多くは、ルロ（ナランヒージャ）、サポテ等のコロンビアのアマゾン地域で見られる熱帯果実数種類で作るジャムの一種を詰めている。しかしながら、基本的な種類（チーズ・エンパナーダ、鶏肉のみのエンパナーダからマス Truchaのエンパナーダまで）もまた見られる。ペイストリーの多くはトウモロコシで作られるが、ジャガイモ粉も使われる。サンタンデールでは、小麦粉のペイストリーが一般的で、フィリングの種類にはパイナップルからマッシュルームまであるが、挽いたまたは煮て裏ごししたキャッサバのエンパナーダ（コメと細切り鶏肉または挽き肉、および通常型ゆで卵の微塵切りとコリアンダーを詰める）が代表的な伝統料理である。
コロンビアのエンパナーダは通常、コリアンダー、シャロット、トウガラシまたは黒コショウ、酢、塩、レモン果汁および、アボカド少々で作るソースの、アヒ（アヒ・ピカンティおよびアヒ・ピケと呼ばれることもある）を添えて供される。瓶入りホットソースもまた、エンパナーダの風味付けに使われる。このソースは通常調理で、ピリッとした辛味を、肉、ジャガイモの風味と自然な味、および典型的なコロンビアのエンパナーダ作りに用いる香辛料と調和させるように味を整える。コロンビアのエンパナーダはまた、ニンジンと鶏肉を含むことで知られる。他の種類に、ジャガイモが具（パパス・レジェナス）で、ペイストリーにトウモロコシ生地でなくジャガイモを使った丸い形のパパ・レジェーナ (Papas rellenas) がある。
カウカ県では、ピピアン・エンパナーダが、ピーナッツと「パパ・アマリージャ」（黄色いジャガイモ）と呼ばれるジャガイモで作られる。コロンビアでは、エンパナーダはアレパやパンデボノに次ぐ人気の食べ物であり、街角で広く売られている。コロンビアで見られるエンパナーダの多くは手作りであり、世代を経るとともに国民的となった。サンティアゴ・デ・カリを拠点とする、国で最も有名なパン屋の「エル モリノ」（El Molino）は、ホウレンソウとカッテージまたはリコッタチーズを具とする、ホウレンソウのエンパナーダを普及させた。コロンビアの貧民街では、一般的なエンパナーダは同様にホウレンソウで作るが、カッテージまたはリコッタチーズの替わりに田舎チーズ（Queso Campesino、ケソ・カンペシーノ）、メデリン産チーズ、パルミジャーノ・レッジャーノを使う。コロンビアのエンパナーダは、サンティアゴ・デ・カリ、ボゴタ、メデリンといった大都市で普及している。現在、コロンビアのエンパナーダは、多くのレストランで最も注文される、最も人気の添え料理のひとつである。

### コスタリカ
コスタリカのエンパナーダは、調味した肉（豚肉、牛肉または鶏肉）を詰めて、またはチーズ、マメ、角切りジャガイモのシチューを包んで揚げて作る。これらは通常トウモロコシの生地で作る。この他に、小麦粉の生地のエンパナーダがあり、グアバ、パイナップル、chiverre等のジャムまたはドゥルセ・デ・レチェを詰めて焼く甘いものが典型的である。他の一般的な種類は、甘いプランテーン（調理用バナナ）生地に、味付けした豆とチーズを詰めて揚げたエンパナーダである。

### キューバ
キューバの典型的なエンパナーダは、調味した肉（通常、牛または鶏の挽き肉）を、生地を折り重ねて詰め揚げて作る。キューバでは、エンパナーダをエンパディーニャと呼ぶことがある。エンパナーダは、チーズ、グアヤバ、または両方でも作られる。
キューバのパステリート（非常に似ているが、より軽いペイストリーを用い、揚げないものもある）とは混同しないこと。キューバでは、どの食事にもエンパナーダが出ることがあるが、昼食または軽食として食べることが多い。

### ドミニカ共和国
キューバのエンパナーダと、調理（少ない油での調理も多いが）および食べ方が似ている。近年チェーン店で宣伝されるものには、ペパローニとチーズ、デンマーク産チーズと鶏肉、等の具がある。生地がキャッサバ粉で作られた「catibías」もある。肉のフィリングに、アドボ、ゆで卵の角切り、レーズンを加えて風味付けすることがある。

### エクアドル
近隣国のコロンビアのエンパナーダと同様に、エクアドルのエンパナーダはトウモロコシ粉または穀粉で作る。材料は、マメ、ジャガイモ、カルネ・ギザーダ（carne guisada）と呼ばれる蒸した肉料理、または多種の野菜である。エクアドルのエンパナーダの多くは、エンパナーダ・デ・アロス（empanadas de arroz）というコメのエンパナーダで、カリッとさせるために揚げるもの、および穀粉のエンパナーダ、またはエンパナーダ・デ・ヴェルデ（empanadas de verde）というプランテーンのエンパナーダである。エンパナーダにはまた、地域により異なるアヒ（aji）呼ばれる風味付けのディップ・ソースが添えられる。「アヒ」または「ピカンテ（picante）」として知られるソースの材料は、コリアンダー、赤トウガラシのエキス（辛味を加える）、レモン、スペインタマネギ、赤タマネギ、シャロットであり、刻んだトマトを加えることもある。コスタ（La Costa）やエクアドルの海岸地区では、アヒにはタマネギと刻みトマト、レモン果汁のみで作り、バナナ、リンゴ、およびカボチャのフィリングのフルーツ・エンパナーダがある。また。「エンパナーダ・デ・モロチョ（empanadas de morocho）」（モロチョとは、この国で作られる特別な穀物）がある。細切りの鶏肉、タマネギ、オリーブ、固ゆで卵、レーズンで作って揚げ、仕上げに砂糖を塗るエンパナーダが知られている。

### エルサルバドル
エルサルバドルでは、「エンパナーダ」は、プランテーンで作り甘いクリームを詰めたアペタイザーまたはデザートを意味する言葉である。プランテーンは軽く揚げ、温かいまま砂糖をふりかけて供される。キャラメルやリンゴを具とする場合もある。

### ハイチ
ハイチでは、肉を詰めたペイストリーがエンパナーダと似ているが、pateと呼ばれる厚いパイ皮で包まれ、通常祝祭に食される。この料理は本質的にターンオーバー（折り畳んだペイストリー）である。生地には、挽き肉、魚、鶏肉に香辛料をふりかけて詰める。生地を綴じてから揚げることが多い。

### ジャマイカ
ジャマイカンパティ (Jamaican patty) は、様々なフィリングと香辛料をサクサクした皮に包んだペイストリーであり、卵黄またはターメリックでゴールデン・イエロー（山吹色）に色づけしている。これはターンオーバーのように作るが、より塩味が濃い。その名の通り、ジャマイカで一般的であり、カリブ海地域でも食べられる。コスタリカのカリブ海沿岸にも普及しているが、より厚みがありサクサクした、本質的にターンオーバーのペイストリーがハイチで有名である。フィリングは、調味した肉が伝統的であるが、現在は鶏肉、野菜、小エビ、ロブスター、魚、ダイズ、アキー、ミックスベジタブル、またはチーズが使われる。ジャマイカでは、この料理は主食として特にパンと共に食べる。ひと口大に作ったものはカクテルパティと呼ばれる。

### メキシコ

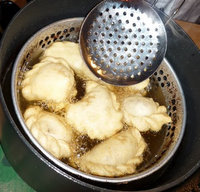
エンパナーダ

メキシコのエンパナーダはデザートまたは朝食の料理であり、様々な甘いフィリングが詰められる。カボチャ、ヤマイモ、サツマイモ、クリーム、様々な果物のフィリングがある。肉、チーズ、および野菜のフィリングは一部の州であまり一般的ではないが、知られており、それなりに食べられている。地域の嗜好および特定のレシピにより、生地は穀粉またはトウモロコシで、場合によりユッカ根粉を加えて作る。イダルゴ州は、その地域でパステ (Paste (food)) として知られるエンパナーダの一種が有名である。イギリス移民により伝わったコーニッシュパスティを起源とする。チアパス州では、鶏肉またはチーズを詰めたエンパナーダが有名であり、朝食、夕食、あるいは軽食の料理として一般的である。

### パナマ
エンパナーダは通常、牛挽き肉を詰めるが、鶏肉の細切り、ホワイトチーズ、イエローチーズを詰めることもある。穀粉またはトウモロコシ粉で作られ、通常揚げて作るが焼く場合もある。コロンでは、カリブ人の強い影響により、プランテーンのピュレを詰めて焼き、「プランテーンのタルト（tarta de planton）」と呼ばれる。ラテンアメリカのエンパナーダよりも小さく、軽食、アペタイザー、または昼食として食べられる。

### ペルー

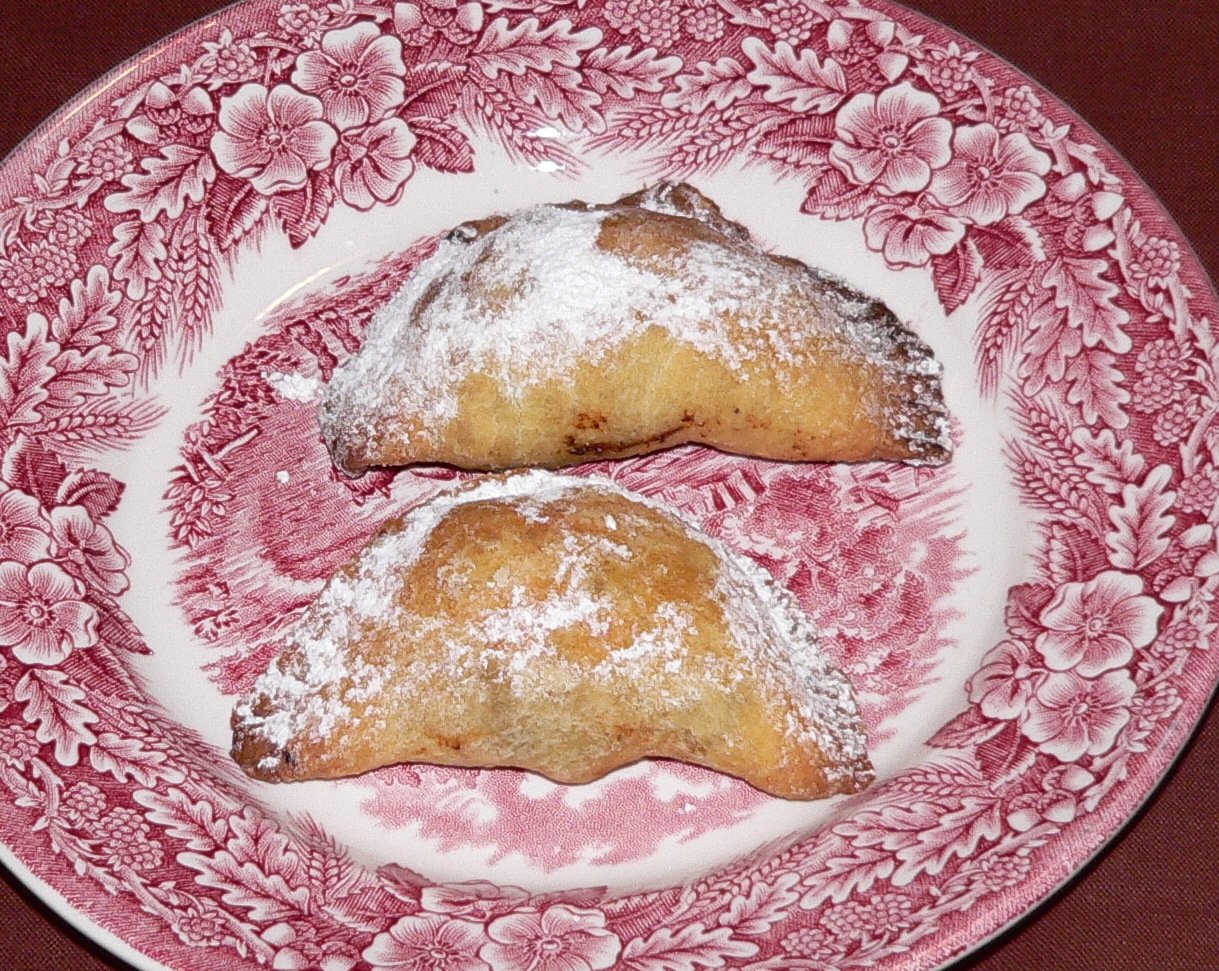
ペルーのエンパナーダ

ペルーのエンパナーダは、アルゼンチンのエンパナーダと似ているが、わずかに小さく、焼いて作る。最も一般的な種類は、クミンで風味付けした牛挽き肉、固ゆで卵、タマネギ、オリーブ、およびレーズンである。生地には通常アイシングの砂糖がふりかけられ、食べる直前にライム果汁をかける。チーズ（またはチーズとハム）、鶏肉を詰めたエンパナーダも非常に一般的である。
最近は、鶏肉とマッシュルーム、小エビ、または「アヒ・デ・ガジーナ」（aji de gallina、鶏肉とチーズの唐辛子煮）等のフィリングの、「現代的な」エンパナーダもある。
ペルー南部には、ボリビアと同様に、サルテーニャ（アルゼンチンのエンパナーダ）または「Bolivianas」（サルティーニャに非常に似ている）がある。

### フィリピン
フィリピンのエンパナーダは通常、牛挽き肉または鶏肉、刻んだタマネギ、およびレーズンを材料（キューバのピカディージョ picadilloと多少類似する）とし、小麦粉の、やや甘い生地で作る。フィリピン人は甘い風味を好まない場合もあり、ヒスパニックの種類に近いエンパナーダが好まれる。柔らかい焼いたものとサクサクした揚げたものがある。安く作るため、具にジャガイモを加えることがあり、オリーブ（フィリピンでは比較的高価）を入れないことが多い。
しかしながら、北部イロコス地方のエンパナーダは非常に異なる。エンパナーダは、塩味の、青パパイア、リョクトウ、好みにより、刻んだイロコス産ソーセージ（チョリソ）または卵黄のフィリングで作る。タガログ地方で好まれる柔らかく甘い生地と異なり、生地はフィリングを薄くカリッとした生地である。これは、イロコス地方のエンパナーダはアテュエテ（アナトー）でオレンジ色に着色した米粉を使い、焼くのではなく揚げて作ることによる。

### ポルトガル
ポルトガルでは、エンパーダ（empadas）は、軽い食事の選択肢の一つであり、一般にパティスリーで販売され、コーヒーと共に食べることが多い。通常、ゴルフボール程の大きさであるが、地域やレストランにより大きさと形は異なる。最も一般的なフィリングは鶏肉、牛肉、ツナ、タラで、最近はマッシュルームと野菜もあるが、これも地域により様々である。通常、温製で供されない。

### プエルトリコ
プエルトリコ料理には、エンパナーダに関する料理がいくつかある。近隣国のエンパナーダに最も似た料理はエンパナディーリャ（empanadilla、「小さなエンパナーダ」の意味で、都市部ではpastelilloとして知られる）である。エンパナディーリャは、穀粉またはキャッサバ粉の生地、ラード、およびアナトー粉で作る。エンパナディーリャには肉（鶏肉、ピカディージョ (Picadillo) 、チョリソ、シチメンチョウ等）、ホウレンソウ、キマメとココナッツ、チーズ、または組合わせ、またはフルーツとチーズを詰める。キャッサバのエンパナーダには通常シーフードを詰め、クチフリトス (Cuchifritos) で人気のシーフード料理である。

### アメリカ合衆国
アメリカ合衆国では、特に南西部で、一般にメキシコのエンパナーダが食べられる。
タコベルチェーンがキャラメル・アップル・エンパナーダを販売した。基本的に「アメリカ風」エンパナーダのデザート料理であり、1970年代から80年代のマクドナルドのアップルパイに似ている。これは甘い生地を揚げて作り、甘くねっとりしたリンゴのフィリングを詰める。
アメリカ合衆国南部には、「揚げパイ（fried pies）」と呼ばれるエンパナーダに類似したデザートがある。リンゴ、アプリコット、またはモモ等のドライフルーツを戻したフィリングのパスティが材料である。フィリングを丸い生地で半分に折り包み、揚げて作る。

### ウルグアイ
ウルグアイのエンパナーダは通常、小麦粉を材料に、焼いてまたは揚げて作る。この料理は、20世紀中期にスペインとイタリアの移民が伝えた。最も一般的なエンパナーダは牛肉だが、ハムとチーズ、オリーブ、魚と香辛料のフィリング等の様々な種類がある。ウルグアイで最も有名な甘いエンパナーダは、ドゥルセ・デ・レチェ、マルメロ、およびチョコレートの組合わせで、砂糖とジャムをかける。地域によっては、砂糖漬けで作る場合がある。

### スペイン

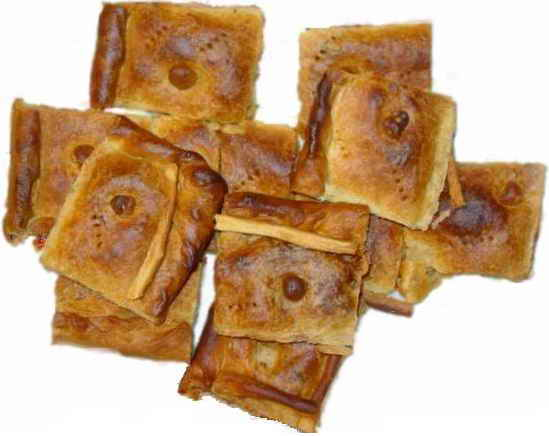
切り分けられたガリシア風エンパナーダ

スペインのエンパナーダは、薄くしなやかだが、歯ごたえのある小麦粉のペイストリーで作る場合が多いが、厚いペイストリーは一般的でない。フィリングは様々だが、ツナ、イワシ、またはチョリソが最も一般的で、トマトピュレ、ニンニクとタマネギのソースで味付けする。スペインのガリシア州では、エンパナーダはタラ、ツナを使いパイと同様に調理された、Galician empanada（ガリシア風エンパナーダ）である。エンパナーダはどの時間の食事でも食べられる。

### ベネズエラ
ベネズエラのエンパナーダは、トウモロコシ粉の生地を使い、揚げて作る。具は地域により様々であるが、最も一般的なものはチーズおよび牛挽き肉とチーズのエンパナーダである。他には、魚（イコクエイラクブカ (School shark) またはカソン(cazón)が非常に人気）、カラオタ（caraotas、黒豆）、ネロ・ホワイトチーズ、ギホ（guiso、肉または鶏肉の、ケッパー、赤ピーマン、トマト、タマネギ、ニンニク、オリーブ、パネラ（Panela、黒砂糖の一種）、赤ワイン、ウスターソース煮込み）が使われる。海岸地区、特にマルガリータ島では、カキ、二枚貝、および他の人気のシーフードがフィリングに使われる。エンパナーダを揚げた後に切って、追加のフィリングをかける。これは「empanada operada」と呼ばれ、外科手術のスペイン語（operación）から転じた。肉、黒豆の（ベネズエラ風）エンパナーダと、甘い揚げたプランテーン（tajadas）のエンパナーダは、ベネズエラの国民的料理パベロン・クロリオ (Pabellón criollo) の名をとって、empanada pabellónと呼ばれる。

## 類似の料理
- Kajjikayaは、インドのアンドラ・プラデシュの、エンパナーダに類似した料理で、甘みを加え乾燥したココナッツを詰めて揚げる。
- サモサは、イラクの、ヒヨコマメを詰めて揚げた「エンパナーダ」。
- キッベは、レバノン/レバントの、ラム肉をブルグル (Bulgur) 生地に詰めたもの。
- ブレクは、トルコおよびオスマン帝国の料理。
- ピエロギ、Bierock、Runzaは、スラヴ諸国およびアメリカ合衆国中西部の料理。
- ピロシキは、ロシアおよび近隣諸国の料理。
- シュトゥルーデルは、ドイツおよび旧ハプスブルク君主国の料理。
- パスティは、コーンウォールの料理。
- パステルは、ブラジル、ポルトガルなどの料理。
- サモサは、インドおよびパキスタンの料理。
- カルツォーネ、パンツェロッティ、ストロンボリは、イタリアの料理。
- ジャマイカン・パティ
- クニッシュは、アシュケナジムに関係する料理。
- 餃子は、中国の料理で、大韓民国ではマンドゥ、日本ではギョーザと呼ばれる。
- バインセップ（bánh xếp）は、小麦粉を練った皮で肉と野菜のあんを包んで揚げたベトナム料理。ベトナムでは韓国のマンドゥも「basnh xếp Hàn Quốc」（韓国バインセップ）と呼ばれることがある。
- カリーパフ (Curry puff) は、マレーシアとマレー人が住む国の料理。
- 揚げたモモ (料理)は、チベット、ネパール、および北東インドの料理。
- ホットポケット (Hot Pockets) は、アメリカ合衆国の大量市場の冷凍食品。
- ナキトシュ・ミートパイ (Natchitoches Meat Pie) は、揚げたまたは焼いたペイストリーのターンオーバーで、牛または豚挽き肉、タマネギ、ニンニク、および香辛料を詰める。
- カランジは、インドのマハーラーシュトラ州の料理である。同じアイディアであるが、揚げて砂糖を加えたココナッツを詰める。
- グージャ（ Gujia）は、肉でなく、砂糖を加えたココナッツ、ナッツと甘いものを詰める料理。